# Arnor
Arnor Tolkien mitológiájának egyik állama. Jelentése: királyi föld. Középfölde legfontosabb dúnadán királysága volt. Elendil alapította Mk. 3320 körül, ő lett első királya is. Fénykorában a Gwathlo, a Bruinen és a Lhûn közötti terület (azaz gyakorlatilag egész Eriador) tartozott hozzá. Fővárosa 861-ben Fornost lett. A gondok ellenére uralkodói, Isildur utódai, sokáig megőrizték pozíciójukat.

## Története
Númenor bukása után a menekültek egy része Gil-galad tünde királyságában ért partot, majd onnan a Lhûn folyón átvándorolva királyságot alapítottak Eriadorban. Fővárosa Annúminas lett a Nenuial-tó partján. Az ország történetét kezdettől meghatározta a Szauron elleni háború: népessége túl kevés volt hatalmas területéhez képest, így az ország sohasem lett igazán fejlődőképes. Amikor Eárendur, a tizedik király 861-ben meghalt, Arnort felosztották a három örökös között. A legidősebb Arthedain királya lett. A másik két királyság neve: Cardolan és Rhudaur. Ezekben gyorsan fogyott a dúnadán lakosság száma. 1349-ben Arthedain kiterjesztette hatalmát a másik két részre is. Ezt követően Arthedain neve egyet jelentett Arnoréval. Az időközben a Boszorkányúr által uralt Angmar és Rhudaur e hatalomkiterjesztést használták fel ürügyként arra, hogy megtámadják Arthedaint. A királyság 1974-ben összeomlott. Isildur utódai az Északi Dúnadánok vezérei lettek – egészen a Gyűrűháborúig, amikor Elessar újra megalapította Arnort. Egyéb nevei: Északi-királyság. (GyU I.; GyU III.)

### Arnor királyai
Arnor királyai dúnadánok voltak: Elendil, Isildur és Isildur nemzetségének tagjai. Mk. 3320-Hk. 861; Hk. 1349-1974; Hk. 3019-Nk. között uralkodtak. 861-1349 között Arnort három részre osztották, de 1349 után – mivel a királyi család két országban is kihalt – Arthedain királyai az egész területre igényt tartottak. Hk. 1974-3019 között az Északi Dúnadánok szétszóródtak, és annak ellenére, hogy a király vérvonala folytatódott, az utódok nem tudtak trónra ülni.
Arnor királyai eleinte Annúminasban éltek, de 861 előtt az udvar Fornostba költözött. A Nk. elején Annúminast újjáépítették, és ismét ez lett a központ. Arnor királyainak szimbóluma Annúminas jogara volt, az Elendilmír, valamint Barahir gyűrűje. Koronát nem viseltek. (GyU III.)

### Arnor nagykirályai
Elendilt nevezték így, mert mindkét dúnadán királyság – Arnor és Gondor – ura volt. Közvetlenül, vagy fiai révén kormányzott. Halála után a két királyság szétvált, nem volt több hivatalosan elismert Nagykirály, bár az északi családokból kikerült némelyik uralkodó magának követelte ezt a címet. Nk.-ban Elessar, majd a Telcontar család uralkodói lehettek Nagykirályok, bár ők közvetlenül kormányoztak. (GyU III.)

## Utódállamai

### Arthedain
A királyság három részre osztása után Arthedainban élt tovább legtovább a királyok vérvonala. Fővárosa Fornost lett. 1974-ig állt fenn, amikor Angmar ura megsemmisítette, királya pedig meghalt.

### Cardolan és Rhudaur
Cardolan és Rhudaur Arnor utódállamai voltak, amelyekben azonban hamar kihaltak a királyi ház utódai, és attól kezdve alacsonyabb rendű emberek uralták. Arthedain sokáig jogot formált a két államra, ám a Cardolant elfoglaló gyűrűlidérc, a Boszorkányúr végül mindhárom államot romba döntötte.

## Települések és építmények

### Annúminas
Annúminas Arnor első fővárosa volt. A dúnadánok építtették a másodkor végén, Elendil innen uralta kettős birodalmát, és utódai is itt székeltek egészen a harmadkor 861. évéig. A város lassan romba dőlt, csak a negyedkorban építtette fel újra Elessar Telcontar nagykirály.

### Fornost
Kezdettől fogva lakott hely volt. 861-től Arthedain fővárosa. A Boszorkányúr foglalta el, ezzel ért véget a királyság. Arthedain bukása után Fornost romba dőlt. A negyedkorban feltehetően újjáépítették.

### Emyn Beraid
Elendil, más írások szerint Gil-galad király építtette a három hatalmas tornyot a Kék-hegység gerincére. A legmagasabb toronyban, Elostirionban őrizték az egyik palantírt. A többi településsel ellentétben az Emyn Beraid tornyai nem pusztultak el a harmadkorban, viszont egy idő után a tündék uralták őket.

### Széltető
A Széltető (Amon Sûl) erődje őrizte az Arnoron áthaladó kelet-nyugati utat. A királyság keleti határvidékén emelkedett, itt őrizték az egyik palantírt. A királyság három részre osztása után elpusztult, ezután már csak a Gyűrűháború kezdetekor jutott szerephez, amikor itt találkozott össze a Gyűrűhordozó a nazgûlokkal.